# Schotse hockeyploeg (vrouwen)
De Schotse hockeyploeg voor vrouwen is de nationale ploeg die Schotland vertegenwoordigt tijdens interlands in het hockey.

## Erelijst Schotse hockeyploeg
| Jaar | Champions Trophy | Europees kampioenschap     | Olympische Spelen | Wereldkampioenschap        | Hockey World League Hockey Pro League |
| ---- | ---------------- | -------------------------- | ----------------- | -------------------------- | ------------------------------------- |
| 1971 |                  |                            |                   | 6e IFWHA WK 1971 Auckland  |                                       |
| 1972 |                  |                            |                   | geen deelname              |                                       |
| 1974 |                  |                            |                   | geen deelname              |                                       |
| 1975 |                  |                            |                   | 9e IFWHA WK 1975 Edinburgh |                                       |
| 1976 |                  |                            |                   | geen deelname              |                                       |
| 1978 |                  |                            |                   | geen deelname              |                                       |
| 1979 |                  |                            |                   | 7e IFWHA WK 1979 Vancouver |                                       |
| 1980 |                  |                            | geen deelname     |                            |                                       |
| 1981 |                  |                            |                   | geen deelname              |                                       |
| 1983 |                  |                            |                   | 8e WK 1983 Kuala Lumpur    |                                       |
| 1984 |                  | 6e EK 1984 Rijsel          | geen deelname     |                            |                                       |
| 1985 |                  |                            |                   |                            |                                       |
| 1986 |                  |                            |                   | 10e WK 1986 Amstelveen     |                                       |
| 1987 | geen deelname    | 6e EK 1987 Londen          |                   |                            |                                       |
| 1988 |                  |                            | geen deelname     |                            |                                       |
| 1989 | geen deelname    |                            |                   |                            |                                       |
| 1990 |                  |                            |                   | geen deelname              |                                       |
| 1991 | geen deelname    | 5e EK 1991 Brussel         |                   |                            |                                       |
| 1992 |                  |                            | geen deelname     |                            |                                       |
| 1993 | geen deelname    |                            |                   |                            |                                       |
| 1994 |                  |                            |                   | geen deelname              |                                       |
| 1995 | geen deelname    | 6e EK 1995 Amstelveen      |                   |                            |                                       |
| 1996 |                  |                            | geen deelname     |                            |                                       |
| 1997 | geen deelname    |                            |                   |                            |                                       |
| 1998 |                  |                            |                   | 10e WK 1998 Utrecht        |                                       |
| 1999 | geen deelname    | 6e EK 1999 Keulen          |                   |                            |                                       |
| 2000 | geen deelname    |                            | geen deelname     |                            |                                       |
| 2001 | geen deelname    |                            |                   |                            |                                       |
| 2002 | geen deelname    |                            |                   | 12e WK 2002 Perth          |                                       |
| 2003 | geen deelname    | 7e EK 2003 Barcelona       |                   |                            |                                       |
| 2004 | geen deelname    |                            | geen deelname     |                            |                                       |
| 2005 | geen deelname    | 7e EK 2005 Dublin          |                   |                            |                                       |
| 2006 | geen deelname    |                            |                   | geen deelname              |                                       |
| 2007 | geen deelname    | geen deelname              |                   |                            |                                       |
| 2008 | geen deelname    |                            | geen deelname     |                            |                                       |
| 2009 | geen deelname    | 8e EK 2009 Amstelveen      |                   |                            |                                       |
| 2010 | geen deelname    |                            |                   | geen deelname              |                                       |
| 2011 | geen deelname    | geen deelname              |                   |                            |                                       |
| 2012 | geen deelname    |                            | geen deelname     |                            |                                       |
| 2013 |                  | 6e EK 2013 Boom            |                   |                            | 18e HWL 2012-13                       |
| 2014 | geen deelname    |                            |                   | geen deelname              |                                       |
| 2015 |                  | 6e EK 2015 Londen          |                   |                            | geen deelname                         |
| 2016 | geen deelname    |                            | geen deelname     |                            |                                       |
| 2017 |                  | 8e EK 2017 Amstelveen      |                   |                            | 18e HWL 2016-17                       |
| 2018 | geen deelname    |                            |                   | geen deelname              |                                       |
| 2019 |                  | geen deelname              |                   |                            | geen deelname                         |
| 2021 |                  | 7e EK 2021 Amstelveen      | geen deelname     |                            | geen deelname                         |
| 2022 |                  |                            |                   | geen deelname              | geen deelname                         |
| 2023 |                  | 7e EK 2023 Mönchengladbach |                   |                            | geen deelname                         |
| 2024 |                  |                            | geen deelname     |                            | geen deelname                         |
| 2025 |                  | 6e EK 2025 Mönchengladbach |                   |                            | geen deelname                         |